# 红旗街道 (铜川市)
红旗街道，是中华人民共和国陕西省铜川市王益区下辖的一个乡镇级行政单位。

## 行政区划
红旗街道下辖以下地区：
翠溪社区、川口社区、育才社区和红旗社区。